# Монте-Агила
Монте-Агила (исп. Monte Águila) — город в Чили. Население — 6090 человек (2002). Город расположен в Области-Био Био и является точным поперечным и продольным центром страны.
- Главная площадь Монте-Агила, основанная 7 апреля 1984 года, и renault от 19 августа 2017 года.